# Gaza mon amour
Gaza mon amour ist ein Filmdrama der palästinensischen Regisseure Tarzan Nasser und Arab Nasser aus dem Jahr 2020.

## Handlung
Im Gazastreifen lebt der alleinstehende zurückhaltende Fischer Issa, der von seiner Schwester zu einer Heirat gedrängt wird. Er verliebt sich aber in die verwitwete Schneiderin Siham, der er sich aber kaum zu nähern wagt. Als er eine antike Statue mit erigiertem Penis in seinem Fischernetz findet, gerät er plötzlich in den Blick der Behörden, die ihm nun mit Durchsuchungen und Befragungen zusetzen.
Issa kann nun sein gewohntes ruhiges Leben nicht weiterführen und sieht sich gezwungen, mit der Sittenbehörde und der herrschenden Doppelmoral umzugehen, und überwindet sich in dem Zuge auch endlich und nähert sich Siham an. Zunächst unbeholfen, kommt er dann aber doch voran in seinen zwei persönlichen Problemfeldern.

## Rezeption
Gaza mon amour lief auf einer Vielzahl Filmfestivals, darunter die Internationalen Filmfestspiele von Venedig 2020, wo er am 9. September 2020 auch seine Premiere feierte, oder auch auf dem Internationalen Filmfestival Thessaloniki oder dem Chicago International Film Festival u. a.
Er war für zahlreiche Filmpreise nominiert, darunter der Europäische Filmpreis 2021. Er wurde dabei mehrfach ausgezeichnet, so beim Toronto International Film Festival 2020, der Semana Internacional de Cine de Valladolid und den Caminhos do Cinema Português.
Die Filmkritik nahm den Film ganz überwiegend positiv auf, auch wenn der im Spannungsfeld zwischen dem Nahostkonflikt und der zarten Liebesgeschichte im zwischenmenschlichen Alltag im Gazastreifen angesiedelte Film gelegentlich auch Ansatzpunkte für Kritik gab.

„Trotz des dramatischen Settings ist die romantische Komödie, abgesehen von einigen etwas aufdringlich lieblichen Momenten, unaufgeregt und leicht inszeniert.“

Der Film wurde als palästinensischer Kandidat für den besten fremdsprachigen Film zur Oscarverleihung 2021 ausgewählt, kam jedoch nicht zur Nominierung.
Gaza mon amour erschien danach auch als DVD-Video und wurde im Fernsehen gezeigt, u. a. am 3. Juli 2024 bei arte.